# Kommunal mellanskola

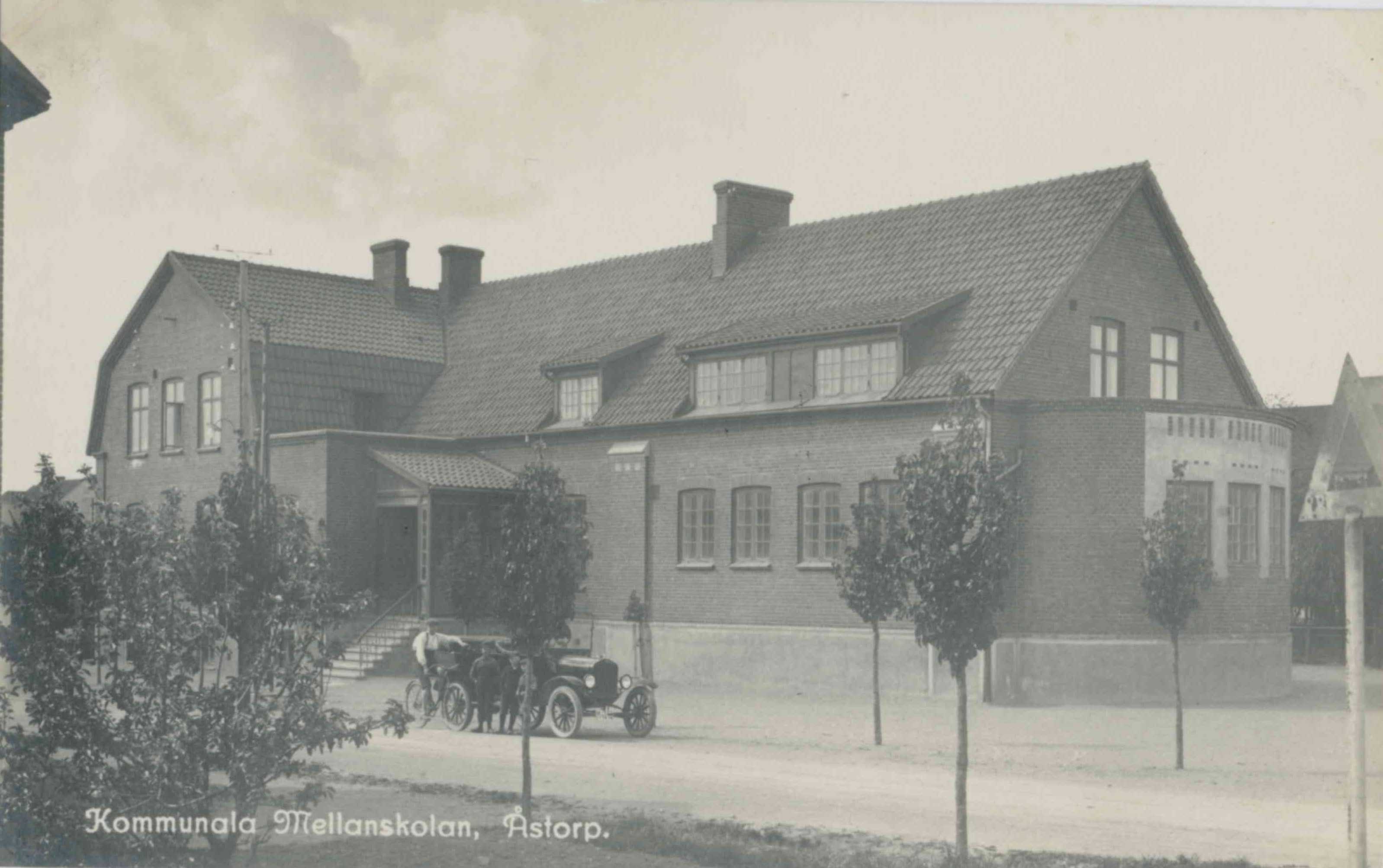
Kommunala Mellanskolan i Åstorp på ett vykort.

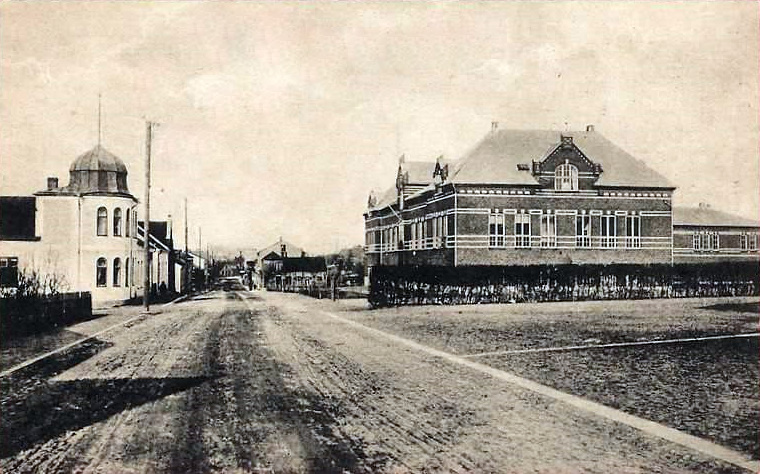
Kommunala Mellanskolan och Tomegatan i Tomelilla på ett vykort från omkring år 1920.

En kommunal mellanskola var en frivillig kommunal skolform i Sverige åren 1909-1952 som motsvarade de statliga realskolorna genom att de ledde till realexamen och fungerade som ett stadium mellan folkskola och gymnasium.
Skolformen var en fortsättning på folkskolan. Mellanskolan omfattade fyra års studier och ledde till kunskaper motsvarande realexamen som sedan de flesta mellanskolor också hade dimissionsrätt att ge. En kommunal mellanskola skulle för att beviljas statsbidrag ha minst 32 elever och minst fyra ordinarie ämneslärare.
Många av dem omvandlades från 1944 till statliga samrealskolor och 1 juli 1952 omvandlades de kvarvarande till kommunala realskolor.

### Fotnoter
1. ↑  Hans Högman. ”Den svenska skolans historia#Gymnasium”. http://www.hhogman.se/skolhistoria.htm#Gymnasium. Läst 29 januari 2015.
2. ↑  ”Frivilliga skolformer före 1965”. Nationellt centrum för matematikutbildning. Arkiverad från originalet den 5 mars 2016. https://web.archive.org/web/20160305003817/http://ncm.gu.se/node/3713. Läst 29 januari 2015.
3. ↑  Carlquist, Gunnar, red (1933). Svensk uppslagsbok. Bd 15. Malmö: Svensk Uppslagsbok AB. sid. 829-30
4. ↑   Elever i icke-obligatoriska skolor 1864-1970. Stockholm: SCB. 1977. sid. 25. http://share.scb.se/OV9993/Data/Historisk%20statistik/Historisk%20statistik%20f%C3%B6r%20Sverige%201700-1900-tal/Elever-i-icke-obligatoriska-skolor-1864-1970.pdf